# Campionati europei di ciclismo su pista - Keirin femminile

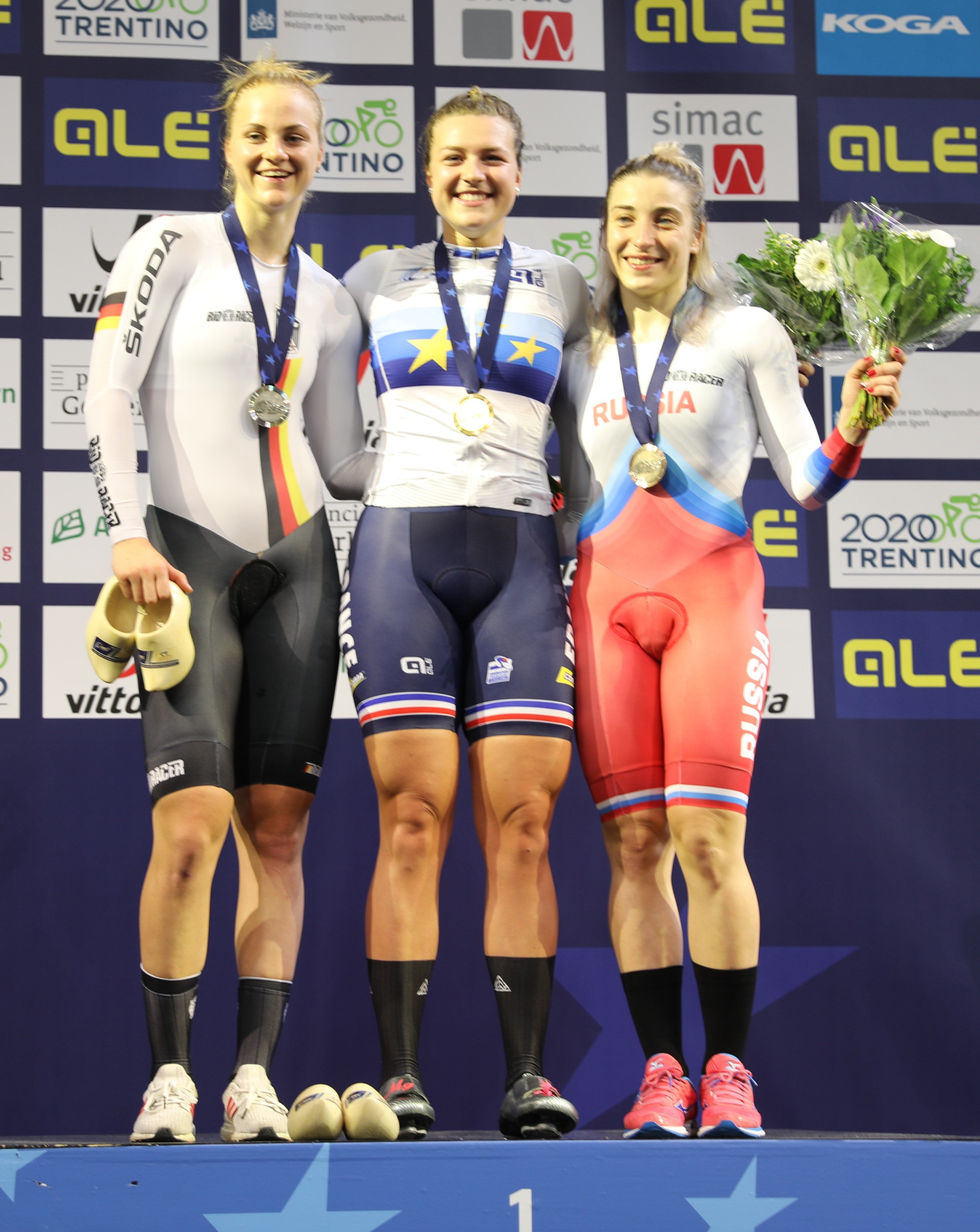
Il podio dell'edizione 2019

Il keirin femminile è una delle prove inserite nel programma dei campionati europei di ciclismo su pista. Gara open, è parte del programma sin dalla prima edizione dei campionati, nel 2010.

## Albo d'oro
Aggiornato all'edizione 2025.
| Anno | Vincitrice           | Seconda            | Terza               |
| ---- | -------------------- | ------------------ | ------------------- |
| 2010 | Olga Panarina        | Simona Krupeckaitė | Ljubov Šulika       |
| 2011 | Victoria Pendleton   | Clara Sanchez      | Sandie Clair        |
| 2012 | Simona Krupeckaitė   | Ekaterina Gnidenko | Elena Brežniva      |
| 2013 | Elis Ligtlee         | Kristina Vogel     | Virginie Cueff      |
| 2014 | Kristina Vogel       | Elena Brežniva     | Shanne Braspennincx |
| 2015 | Elis Ligtlee         | Virginie Cueff     | Ekaterina Gnidenko  |
| 2016 | Ljubov Basova        | Nicky Degrendele   | Simona Krupeckaitė  |
| 2017 | Kristina Vogel       | Simona Krupeckaitė | Ljubov Basova       |
| 2018 | Mathilde Gros        | Nicky Degrendele   | Dar'ja Šmelëva      |
| 2019 | Mathilde Gros        | Lea Friedrich      | Dar'ja Šmelëva      |
| 2020 | Olena Starikova      | Sára Kaňkovská     | Helena Casas        |
| 2021 | Lea Friedrich        | Olena Starikova    | Jana Tyščenko       |
| 2022 | Lea Friedrich        | Urszula Łoś        | Olena Starikova     |
| 2023 | Lea Friedrich        | Emma Finucane      | Emma Hinze          |
| 2024 | Lea Friedrich        | Emma Finucane      | Hetty van de Wouw   |
| 2025 | Steffie van der Peet | Rhian Edmunds      | Lisa van Belle      |

## Medagliere
| Pos.   | Paese         | Oro | Argento | Bronzo | Totale |
| ------ | ------------- | --- | ------- | ------ | ------ |
| 1      | Germania      | 6   | 2       | 1      | 9      |
| 2      | Paesi Bassi   | 3   | 0       | 3      | 6      |
| 3      | Francia       | 2   | 2       | 2      | 6      |
| 4      | Ucraina       | 2   | 1       | 3      | 6      |
| 5      | Gran Bretagna | 1   | 3       | 0      | 4      |
| 6      | Lituania      | 1   | 2       | 1      | 4      |
| 7      | Bielorussia   | 1   | 0       | 0      | 1      |
| 8      | Russia        | 0   | 2       | 5      | 7      |
| 9      | Belgio        | 0   | 2       | 0      | 2      |
| 10     | Rep. Ceca     | 0   | 1       | 0      | 1      |
| 10     | Polonia       | 0   | 1       | 0      | 1      |
| 12     | Spagna        | 0   | 0       | 1      | 1      |
| Totale | Totale        | 16  | 16      | 16     | 48     |

| Pos. | Atleta               | Oro | Argento | Bronzo | Totale |
| ---- | -------------------- | --- | ------- | ------ | ------ |
| 1    | Lea Friedrich        | 4   | 1       | 0      | 5      |
| 2    | Kristina Vogel       | 2   | 1       | 0      | 3      |
| 3    | Elis Ligtlee         | 2   | 0       | 0      | 2      |
| 3    | Mathilde Gros        | 2   | 0       | 0      | 2      |
| 5    | Simona Krupeckaitė   | 1   | 2       | 1      | 4      |
| 6    | Olena Starikova      | 1   | 1       | 1      | 3      |
| 7    | Ljubov Basova        | 1   | 0       | 2      | 3      |
| 8    | Olga Panarina        | 1   | 0       | 0      | 1      |
| 8    | Victoria Pendleton   | 1   | 0       | 0      | 1      |
| 8    | Steffie van der Peet | 1   | 0       | 0      | 1      |